# Filtro ADSL
Il filtro ADSL è un dispositivo costituito di un filtro passa basso che, se collegato alla rete telefonica, permette agli apparecchi telefonici analogici (telefoni, fax, modem 56K, POS, ...) di continuare a funzionare senza interferenze pur in presenza di un servizio ADSL sulla stessa linea. È un circuito analogico passivo, ovvero che non richiede alimentazione (infatti il funzionamento della linea telefonica non viene compromesso in caso di black out). Senza l'installazione di filtri ADSL, i segnali ad alta frequenza provenienti dal servizio ADSL provocano disturbi, come rumore, saltellamenti nell'audio e fruscii, sulle conversazioni telefoniche e, viceversa, l'Eco dai telefoni analogici provoca notevoli rallentamenti e/o disconnessioni al servizio ADSL.

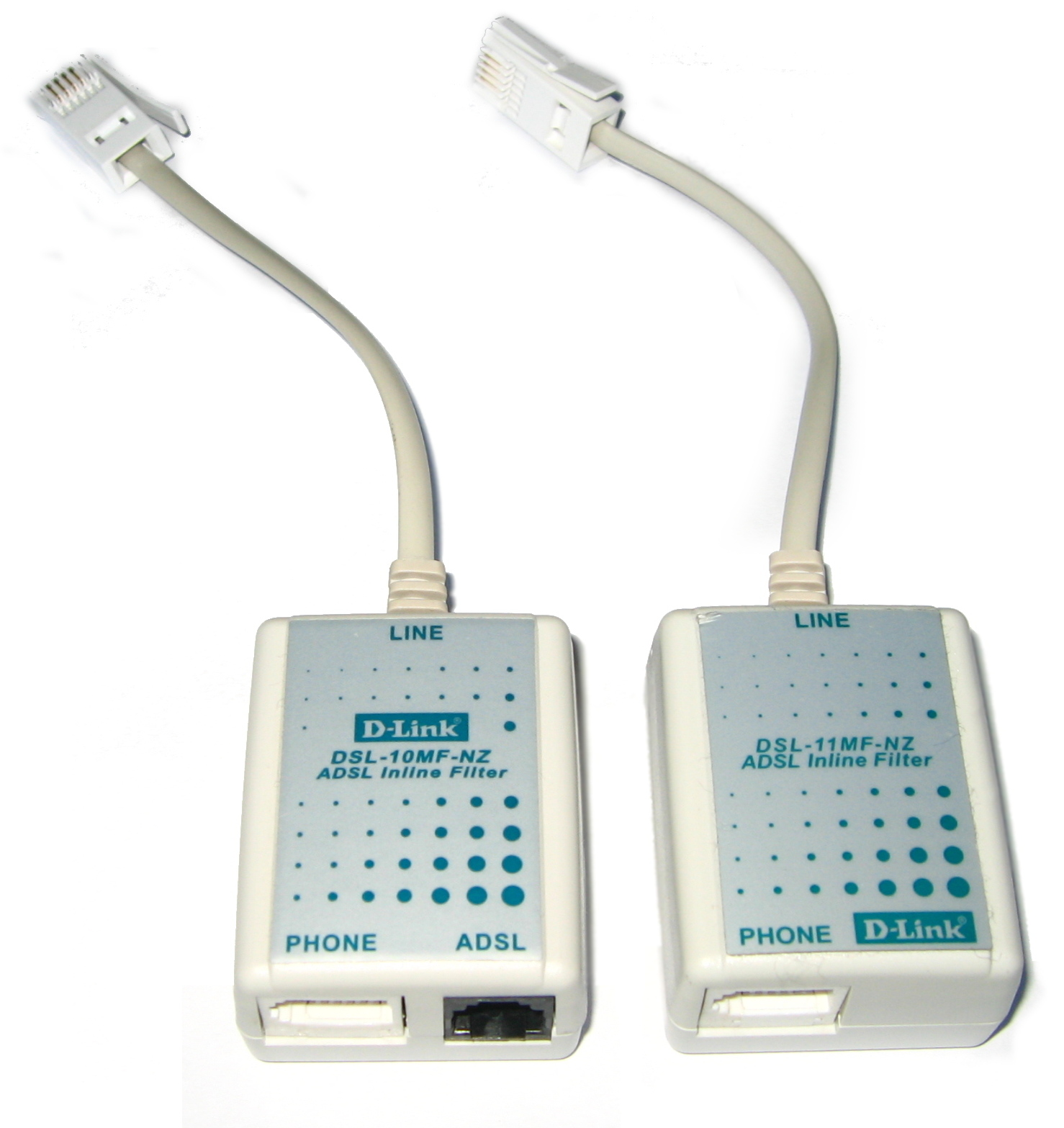
Uno "splitter" (a sinistra) e un filtro puro (a destra).

I filtri possono essere di due tipi:
- puri;
- splitter (o accoppiatori)

I filtri puri hanno un ingresso per il lato presa a muro e un'uscita per il lato apparecchio telefonico; essi separano semplicemente il telefono dalla rete telefonica. Gli accoppiatori, invece, hanno un ingresso per il lato linea telefonica e due uscite: una per connettere il telefono e una per connettere un modem ADSL; a livello circuitale, il connettore dell'ADSL è direttamente collegato al connettore della linea telefonica (il segnale non viene modificato), mentre il connettore per il telefono passa attraverso il filtro. Lo splitter fa sostanzialmente anche da "multipla" per collegare modem e telefono in una singola presa telefonica.
Sulla base del tipo di impianto esistente, è possibile installare un solo splitter ADSL all'ingresso linea derivando i vari apparecchi telefonici su un ramo e collegando l'altro ramo direttamente al modem, oppure si possono filtrare le singole prese utilizzando un numero di filtri ADSL pari agli apparecchi telefonici che si devono collegare.

## Protocolli e specifiche
- ITU G.992.1 (G.DMT);
- ITU G.992.2 (G.Lite).

## Tipi di filtro ADSL per connettore
In Italia esistono due tipi di filtri ADSL:
1. Filtro RJ-11
2. Filtro tripolare

Il primo, l'RJ-11, è il filtro dedicato a chi ha un impianto telefonico con presa plug RJ-11 di nuova generazione (è comunque possibile adattarlo alle vecchie prese tripolari utilizzando una spina tripolare con uscita RJ-11). Si presenta come un dispositivo con due connettori RJ-11 femmina per il collegamento al telefono e al modem e con uno spezzone di filo di alcuni centimetri con un RJ-11 maschio per il collegamento con la presa a muro.
Il filtro tripolare, invece, è solitamente integrato in un'unica spina tripolare che presenta un connettore tripolare maschio per il collegamento alla presa a muro, un connettore tripolare femmina sulla faccia opposta per il collegamento con il telefono, un connettore RJ-11 posto su una faccia laterale per il collegamento con il modem.
Attualmente, il costo dei filtri può variare dai 2 € ai 10 € circa.
In linea di massima, i gestori forniscono già un paio di filtri abbinati al modem per il suo collegamento. Essi risulteranno chiaramente insufficienti nel caso si debbano collegare apparecchiature analogiche su più prese telefoniche.